# 長谷駅 (兵庫県)
長谷駅（はせえき）は、兵庫県神崎郡神河町栗字下モ所にある、西日本旅客鉄道（JR西日本）播但線の駅である。

## 歴史
- 1895年（明治28年）
  - 1月15日：播但鉄道寺前駅 - 当駅間延伸時に終着駅として開設[1][2]。旅客・貨物取扱開始[2]。
  - 4月17日：播但鉄道当駅 - 生野駅間延伸。。
- 1896年（明治29年）8月31日：駅舎移転[1]。
- 1903年（明治36年）6月1日：播但鉄道が山陽鉄道に営業譲渡。山陽鉄道の駅となる。
- 1906年（明治39年）12月1日：山陽鉄道国有化、国鉄の駅となる[2]。
- 1909年（明治42年）10月12日：線路名称制定、播但線所属となる。
- 1963年（昭和38年）3月1日：貨物取扱廃止[2]。
- 1973年（昭和48年）4月1日：荷物扱い廃止[3]。駅員無配置駅となる[4]。運転扱い要員は継続配置[5]。
- 1987年（昭和62年）4月1日：国鉄分割民営化に伴い、JR西日本の駅となる[2]。
- 1988年（昭和63年）頃：駅舎使用停止[1]。
- 2011年（平成23年）5月25日：午前7時10分頃、駅構内の線路上に30cm程の石が落ちているのが発見される[6]。
- 2012年（平成24年）3月17日：ダイヤ改正に伴い、一部普通列車が通過となる[7]。
- 2021年（令和3年）3月13日：ダイヤ改正に伴い、快速列車が廃止され線内普通列車が全停車となる[8]。
- 2022年（令和4年）
  - 6月1日：管理駅が福崎駅から豊岡駅に変更。
  - 10月1日：組織改正に伴い、近畿統括本部福知山管理部管轄となる。

## 駅構造
島式ホーム1面2線を有し、交換設備を有する盛土上の地上駅。1線スルー化はされておらず、発着ホームは方向別である。
豊岡駅管理の無人駅。駅舎は無く、地下道経由で直接ホームに入る形になっている。無人駅化前は、現在の地下道の向かって左側の階段を登った場所に駅舎があり、ホームとは構内通路で結ばれていた。地下道で出入りするようになってからは、駅舎は待合室としては使用されず物置化していたが、1990年代後半まで比較的良く保存されており、板打ちされた出札口跡等も良く残っていた。
なお、当駅では、2020年10月現在ICOCA等のICカード乗車券への対応予定は無い。外にトイレがある。

### のりば
| のりば | 路線   | 方向 | 行先           |
| ------ | ------ | ---- | -------------- |
| 1      | 播但線 | 上り | 寺前・姫路方面 |
| 2      | 播但線 | 下り | 和田山方面     |

※山側が1番のりばとなっている。日中は上下共に2時間に1本停車する。上りは全列車が寺前止まりとなる。

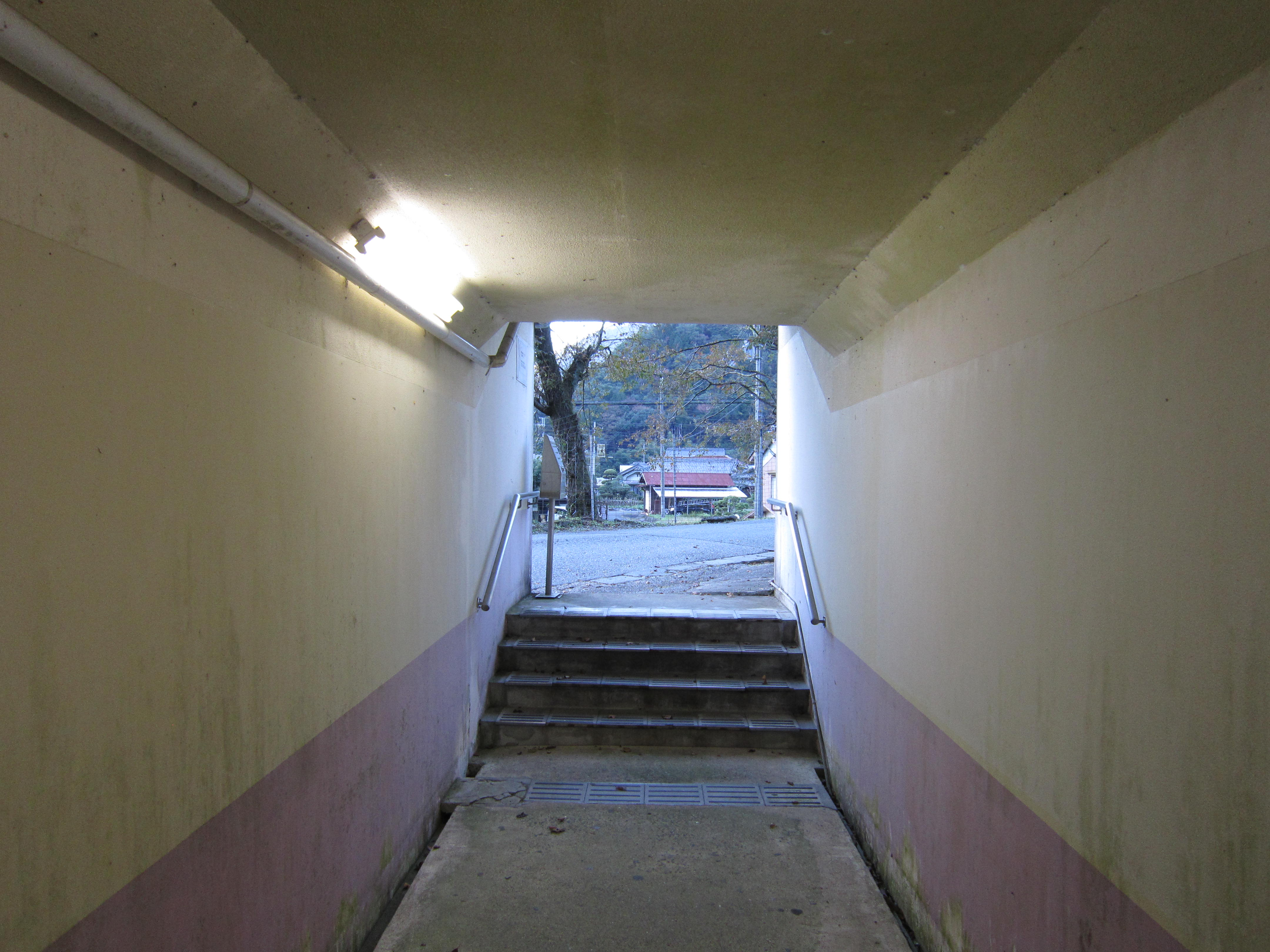
駅に通じる地下道（駅前方面）
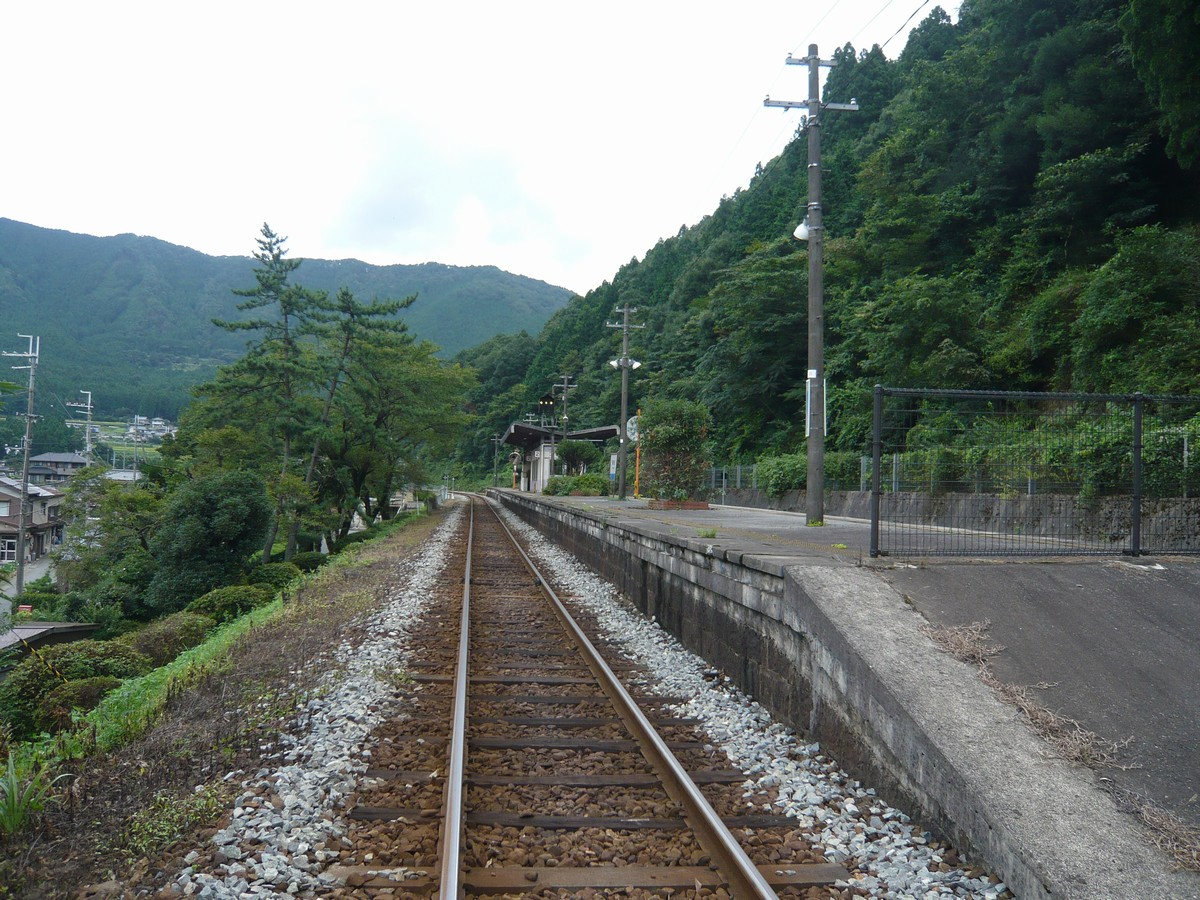
寺前側よりホームを望む
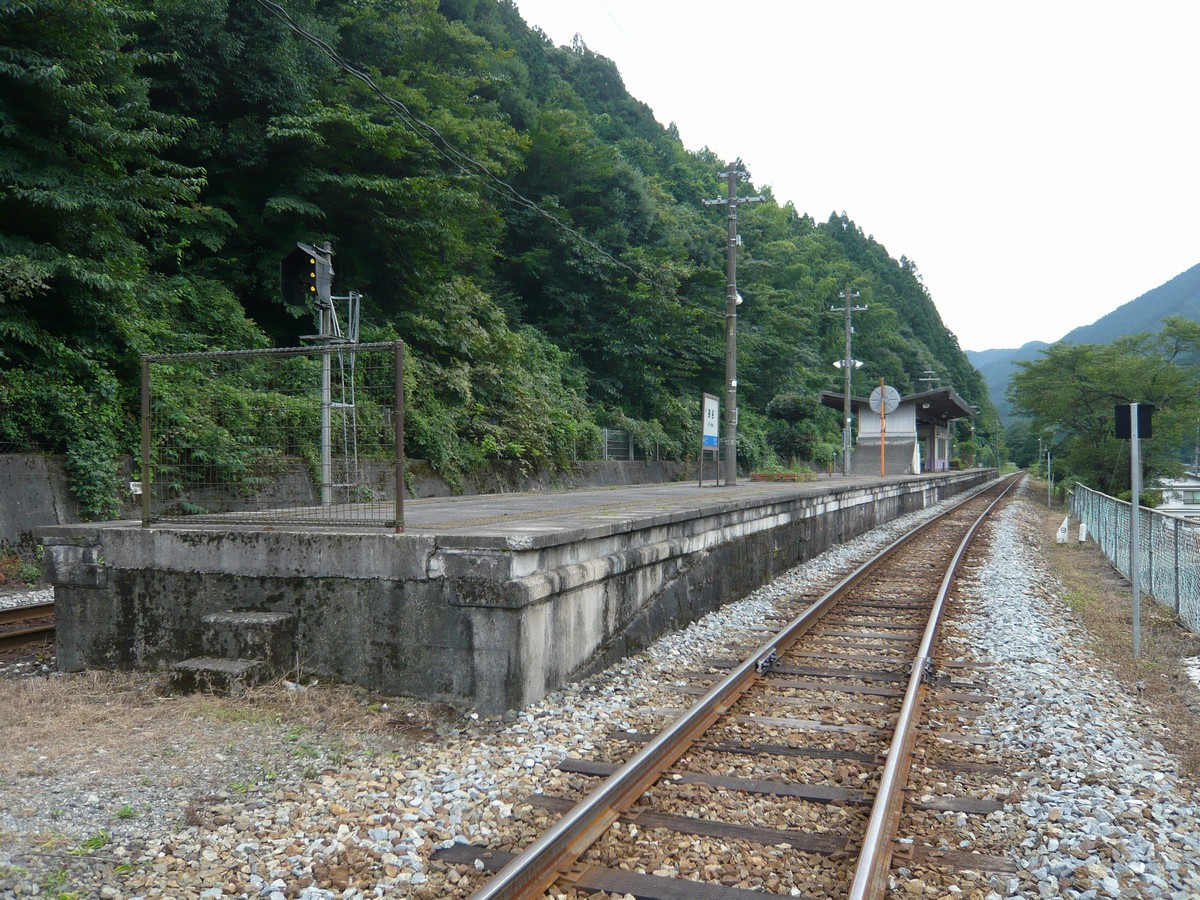
生野側よりホームを望む

## 利用状況
近年の1日平均乗車人員の推移は以下の通り。播但線の駅では最も少ない。
| 年度   | 1日平均 乗車人員 |
| ------ | ---------------- |
| 1999年 | 91               |
| 2000年 | 87               |
| 2001年 | 75               |
| 2002年 | 60               |
| 2003年 | 55               |
| 2004年 | 49               |
| 2005年 | 51               |
| 2006年 | 55               |
| 2007年 | 42               |
| 2008年 | 41               |
| 2009年 | 35               |
| 2010年 | 32               |
| 2011年 | 27               |
| 2012年 | 20               |
| 2013年 | 17               |
| 2014年 | 16               |
| 2015年 | 15               |
| 2016年 | 19               |
| 2019年 | 17               |
| 2020年 | 15               |
| 2021年 | 13               |

## 駅周辺
- 神河町長谷支所
- 大河内発電所
- 砥峰高原

## バス路線
- 神河町コミュニティバス川上線「長谷駅」バス停
  - ウイング神姫による運行受託路線

## 隣の駅
西日本旅客鉄道（JR西日本）
 播但線
寺前駅 - 長谷駅 - 生野駅